# Smithsonian Astrophysical Observatory
Lo Smithsonian Astrophysical Observatory (SAO) è un istituto di ricerca della Smithsonian Institution con sede a Cambridge, negli Stati Uniti, dove si è unito con Harvard College Observatory (HCO) per formare il Harvard-Smithsonian Center for Astrophysics (CfA).
Il SAO gestisce e opera il Chandra X-ray Observatory ed anche l'MMT Observatory insieme all'Università dell'Arizona. Ha pubblicato anche il Catalogo SAO, un catalogo stellare che contiene 258 997 stelle.

## Storia
Il SAO è stato fondato nel 1890 da Samuel Pierpont Langley a Washington principalmente per studiare il Sole.

Langley è oggi ricordato soprattutto come pioniere dell'aviazione, ma è stato educato come astronomo, ha inventato il bolometro e ha scoperto la radiazione infrarossa dal Sole.
Nel 1955 il SAO viene spostato da Washington a Cambridge, affiliato col HCO per espandere il suo staff, le strutture e soprattutto il suo scopo scientifico. Il primo direttore di questa nuova era è stato Fred Whipple, che ha accettato la sfida di creare un network mondiale di monitoraggio satelliti.
Nel 1973 si rafforzano i legami tra il SAO e il HCO e si formalizza la creazione del CfA.
Oggi più di 300 scienziati sono impegnati al CfA in vasti programmi di ricerca nell'astronomia, astrofisica, scienze della Terra, scienze dello spazio e Scienze dell'educazione.
Il SAO è stato pioniere nello sviluppo di osservatori orbitanti e grandi telescopi a Terra, nell'uso dei computer in problemi astrofisici, nell'integrazione degli studi in laboratorio, astrofisica teorica e osservazioni lungo tutto lo spettro elettromagnetico.

## Direttori
- Samuel Pierpont Langley 1890-1906
- Charles Greeley Abbot 1906-1944
- Loyal B. Aldrich 1944-1955
- Fred Lawrence Whipple 1955-1973